# Limax dobrogicus
Limax dobrogicus ist eine Nacktschnecken-Art aus der Familie der Schnegel (Limacidae), die zu den Landlungenschnecken (Stylommatophora) gehört. 

## Merkmale
Limax dobrogicus kann ausgestreckt 140 bis 150 mm lang werden, Tiere in Ruhe und konservierte Tiere sind 50 bis 60 mm lang. Die Tiere sind graugelb gefärbt; die Tiere sind von einer dicken, klebrigen, gelblichen Schleimschicht umhüllt. Bei in Alkohol konservierten Exemplare färbt sich sogar das Konservierungsmedium gelblich. Ohne diese Schleimschicht sind die Tiere aschgrau mit helleren, mehr oder weniger regelmäßig verteilten helleren Flecken. Die relativ großen Fühler sind bläulich gefärbt. Der Mantelschild ist am vorderen und hinteren Ende gerundet und weist wenig deutlich ausgeprägte, konzentrische Runzeln auf. Die weit geöffnete Atemöffnung (Pseumostom) liegt im hinteren Drittel des Mantelschildes. Der Kiel ist sehr kurz und wenig prominent; erst zur Schwanzspitze hin wird er etwas deutlicher sichtbar. 
gegen das Hinterende zu deutlicher. Der Schleim der Fußsohle ist farblos.
Das ovale Schalenplättchen im Mantel ist sehr dünn und durchsichtig mit einem breiten, unverkalktem Randbereich.
Der Darm weist sechs Darmschlingen auf, die keine Anhänge haben. Penis und Retraktormuskel des rechten Fühlers überkreuzen sich. Im Geschlechtsapparat besteht die bräunlich-gelbliche Zwitterdrüse aus drei bis vier gleichförmigen ovalen Lappen. Der Zwittergang (Ductus hermaphroditicus) ist vergleichsweise kurz, über die gesamte Länge etwa gleich dick und nicht gewunden oder spiralisiert. Die weißlich Eiweißdrüse (Albumindrüse) ist relativ groß. Der durchscheinende Eisamenleiter (Spermovidukt) ist von einer dicken, durchsichtigen Hülle aus Eiweiß umgeben. Er ist ein wenig gewunden, aber nicht spiralisiert und zeigt im ersten Drittel einige kleine Einschnürungen. Die Prostata ist vergleichsweise dick mit kleinen Einschnürungen; der Samenleiter verläuft annähernd gerade, ist vergleichsweise kurz und mündet am Ende des Penis (in den Penis). Der Penis ist relativ kurz (etwa ⅓ der Körperlänge oder weniger) und hat am apikalen Ende einen abgewinkelten hakenförmigen Anhang oder Appendix. Appendix und Penis proper sind durch Muskelfasern und Bindegewebe miteinander verbunden. Am Appendix setzt der Penisretraktormuskel an. Der freie Eileiter (Ovidukt) ist relativ kurz und dünn und erweitert sich zur Mündung in das Atrium hin deutlich. Die Spermathek (Samenblase) ist länglich-oval, mit einem langen, dünnen Stiel und breiten Fuß an der Mündung ins Atrium. Im Innern des (eingestülpten) Penis verlaufen parallel zueinander zwei Längsfalten, die zum apikalen Ende kräftiger werden. Eine der Falten ist etwas kräftiger ausgebildet als die andere Falte. 

### Ähnliche Arten
Limax dobrogicus  kann aufgrund der eigentümlichen Penisausbildung mit dem abgewinkelten Appendix, der durch Muskelfasern und Bindegewebe mit dem Penis proper verbunden ist, quasi nur mit Limax hemmeni Rähle, 1983 verglichen werden, der auf der Insel Samos (Griechenland) endemisch ist. Diese Art hat aber einen längeren Penis und einen dreieckig nach hinten endenden Mantel.

## Geographische Verbreitung, Lebensraum und Lebensweise
Die Art wurde bisher nur sehr selten im alten Linden-Eichenwald beim Kloster Cocoş, wenige Kilometer südlich der Donau in der nördlichen Dobrudscha (Rumänien) sowie in der Nähe von Bursa (Westtürkei) gefunden.
In der Dobrudscha lebt die Art unter Totholz oder unter der Rinde von Totholz, im Innern hohler Bäume oder tiefen Rissen in den Bäumen, wo stets Schatten und Feuchtigkeit sind. Sie scheint ausschließlich nachtaktiv zu sein, denn sie wurde nie am Tag kriechend gefunden, auch wenn andere Schnecken (und andere Limax-Arten) bei günstigen Bedingungen angetroffen wurden. Im Juni wurde bereits ausschließlich erwachsene Tiere gefunden. Die Tiere sind recht träge und empfindlich gegen Störungen. Sie ziehen sich sehr schnell zusammen und es dauert sehr lange, bis sie wieder aktiv werden und weiter kriechen. Über die Ernährung, Kopulation und Fortpflanzung ist bisher nichts bekannt.

## Taxonomie
Das Taxon wurde 1960 von Alexandru Grossu und Dochita Lupu erstmals beschrieben. Wolfgang Rähle (1939–2019) beschrieb die Art 1992 aus der Westtürkei.

## Belege

### Online
- AnimalBase - Limax dobrogicus